# Isla Kuru

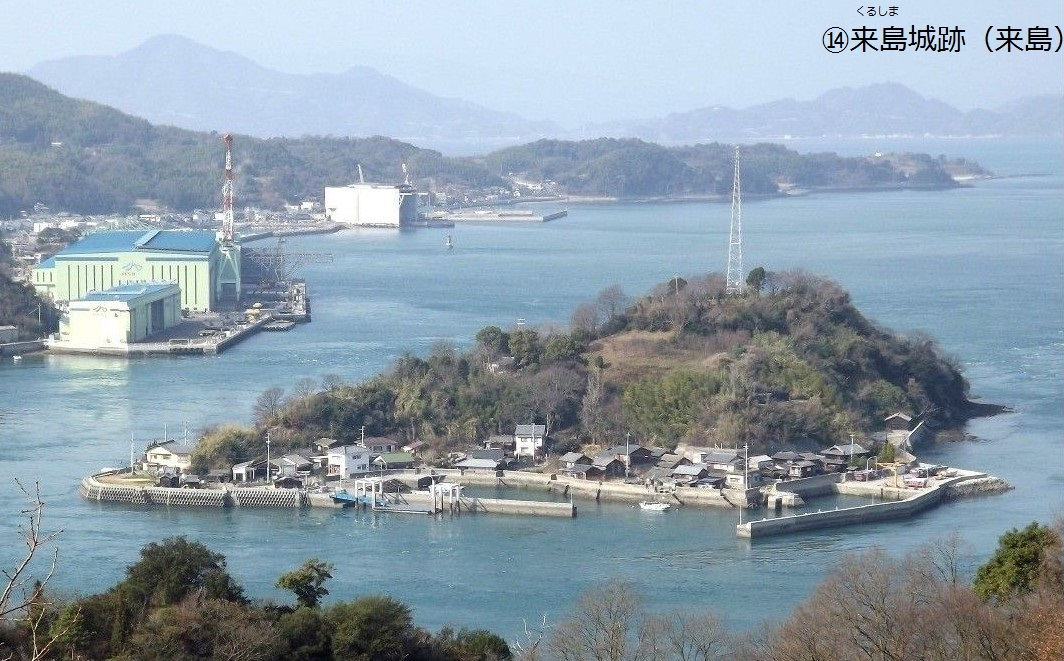
Kurushima

La Isla de Kuru (来島 Kuru-shima?) es una isla habitada que se encuentra al este del Estrecho de Kurushima, en la Ciudad de Imabari de la Prefectura de Ehime.

## Características
Se encuentra frente a la Bahía de Hashihama (波止浜湾 Hashihama-wan?), a unos 240 m de la costa de la Isla de Shikoku. Tiene una superficie de 0,04 km² y en el centro de la misma existe una elevación de 47 m, en donde antiguamente se ubicaba el Castillo de Kurushima (来島城 Kurushima-jō?). Al sureste se encuentra el Puerto pesquero de Kurushima (来島漁港 Kurushima-gyokō?), alrededor del cual se extiende el principal núcleo urbano.
Esta isla fue importante para el comercio marítimo a través del Mar Interior de Seto, y se la puede considerar como el origen de la actividad marítima que caracteriza a la Ciudad de Imabari en la actualidad.
Desde el año 1889 fue parte del Pueblo de Hashihama (波止浜町 Hashihama-chō?), en su momento Villa de Hashihama, hasta ser absorbida por la Ciudad de Imabari en 1955.
- Datos: Q9009597
- Multimedia: Kurushima / Q9009597